# Manuel Romero
Manuel Romero (21 de setembre de 1891, Buenos Aires, Argentina - 3 d'octubre de 1954) va ser un comediògraf, lletrista de tango i director de cinema argentí i un dels creadors del teatre de revista; com a lletrista de tangos, va aconseguir nombrosos èxits perdurables al llarg del temps.

## Biografia
Romero va néixer a Buenos Aires en 1891, el de més edat del quintet de realitzadors que en 1935 debutarien al cinema (els altres van ser Luis Saslavsky, Mario Soffici, Daniel Tinayre i Alberto de Zavalía). D'adolescent va treballar per a la revista Fray Mocho i als diaris Crítica i Última Hora. A través d'aquests, i gràcies a la seva extravertida personalitat, va crear el prototip del "porteny guanyador".
Va escriure més de 180 peces teatrals, la primera de les quals va ser Teatro breve en 1919, amb la col·laboració de Ivo Pelay. En 1922 va dirigir la seva obra més coneguda i reeixida, El bailarín del cabaret.
Romero va viatjar a França en 1923 al costat de Luis Bayón Herrera, cèlebre director espanyol. Es va quedar allí per un temps, on va fer alguna cosa de teatre en París. Allí va conèixer a Carlos Gardel, el cèlebre cantant de tango. A Gardel no li era desconeguda la indústria del cinema: ja havia treballat en 1917 en l'òpera prima de Francisco Defilippis Novoa, Flor de durazno, i havia estat dirigit per Eduardo Morera en nou pel·lícules, totes de 1930. Gardel i Romero van decidir fer una pel·lícula junts, i en 1931 es va estrenar Luces de Buenos Aires, escrita per Romero i el seu amic Bayón Herrera i dirigida pel xilè Adelqui Migliar.
En 1933 es va unir a la productora Lumiton. Es disputa quina va ser la primera pel·lícula de Romero. Fonts apòcrifes assenyalen dues pel·lícules dels Estats Units anteriors a la seva fama de 1935: La pura verdad (1931) i ¿Cuándo te suicidas? (1932). De qualsevol manera, la seva ópera prima va ser Noches de Buenos Aires (titulada en referència al seu treball amb Gardel). Romero va dirigir la pel·lícula, i va escriure l'argument al costat de Bayón Herrera. Aquest va tornar a col·laborar com a escriptor en la seva segona pel·lícula, El caballo del pueblo (1936). Continuaren La muchachada de a bordo i Radio Bar (amdues 1936), Fuera de la ley, El cañonero de Giles i Los muchachos de antes no usaban gomina (totes 1937).
1938 va marcar l'estrena de Tres anclados en París, pel·lícula de contingut controversial -el títol original de Tres argentinos en París fou canviat a l'Argentina-, i La rubia del camino, la primera "road movie" argentina. Aquest any va marcar la seva primera col·laboració amb Niní Marshall, a Mujeres que trabajan. Destacades de 1939 són La vida es un tango i Los muchachos se divierten. Aquest mateix any va realitzar la primera d'una trilogia protagonitzada per Niní Marshall i Enrique Serrano: Divorcio en Montevideo. La siguieron Casamiento en Buenos Aires (1940) i Luna de miel en Río (1941).
Es va dedicar a realitzar pel·lícules la resta de la seva vida sense deixar de fer temporades a teatres de Buenos Aires com el Maipo, el Porteño o el Sarmiento entre d'altres. Va dirigir més de 50 pel·lícules en total, la majoria de les quals segons el seu propi argument i va compondre la música. Es tractaven de pel·lícules senzilles, amb temàtica sobre el tango: rodava ràpidament amb el sol afany d'acabar la producció, i va rebre el rebuig de la crítica i el públic selecte. No obstant això va desenvolupar estil propi, i se'l reconeix com un dels pioners del cinema argentí. Va continuar rodant pel·lícules en els anys 1940 i 1950, notablement La historia del tango (1949).
Va aconseguir com a lletrista de tango obres reeixides malgrat el pas del temps, com ara Aquel tapado de armiño, Buenos Aires, La canción de Buenos Aires, Estampilla, Haragán, La muchacha del circo, Nubes de humo (Fume compadre), Patotero sentimental, Polvorín, El rey del cabaret, El rosal, El Taita del Arrabal, Tiempos viejos i Tomo y obligo. També són seus La canción del camino, Dime mi amor, Isabelita, La marcha de la Armada, Quemá esas cartas, Tres recuerdos, Las vueltas de la vida i El vino triste.
Romero va morir el 1954. Entre altres actors va dirigir Tito Lusiardo, el seu actor fetitxe, Niní Marshall, Paulina Singerman, Juan Carlos Thorry, Enrique Serrano, Luis Sandrini, Narciso Ibáñez Menta, Luis Arata, José Gola i Juan Carlos Thorry.
Va estar casat amb Ida Boyd únicament, amb qui va tenir un únic fill (Ernesto Manuel Romero). Els seus altres amors van ser entre altres Elena Bozán i Mary Paredes, però amb cap d'elles es va casar ja que mai es va divorciar de la seva esposa Ida.

## Filmografia
Va participar dels següents films:

### Director
- Uéi Paesano (1953)
- El patio de la morocha (1951)
- El hincha (1951)
- Derecho viejo (1951)
- Juan Mondiola (1950)
- Valentina (1950)
- Morir en su ley (1949)
- La historia del tango (1949)
- Mujeres que bailan (1949)
- Un tropezón cualquiera da en la vida (1949)
- La Rubia Mireya (1948)
- Porteña de corazón (1948)
- El tango vuelve a París (1948)
- Navidad de los pobres (1947)
- Adiós Pampa mía (1946)
- El diablo andaba en los choclos (1946)
- Hay que casar a Paulina (1944)
- La calle Corrientes (1943)
- El fabricante de estrellas (1943)
- Historia de crímenes (1942)
- Ven... mi corazón te llama (1942)
- Elvira Fernández, vendedora de tienda (1942)
- Una luz en la ventana (1942)
- Mi amor eres tú (1941)
- El tesoro de la isla Maciel (1941)
- Yo quiero ser bataclana (1941)
- Un bebé de París (1941)
- Luna de miel en Río (1940)
- Isabelita (1940)
- Los muchachos se divierten (1940)
- Carnaval de antaño (1940)
- Casamiento en Buenos Aires (1940)
- Muchachas que estudian (1939)
- Gente bien (1939)
- Divorcio en Montevideo (1939)
- La modelo y la estrella (1939)
- La vida es un tango (1939)
- Mujeres que trabajan (1938)
- La rubia del camino (1938)
- Tres anclados en París (1938)
- La vuelta de Rocha (1937)
- Fuera de la ley (1937)
- La muchacha del circo (1937)
- Los muchachos de antes no usaban gomina (1937)
- El cañonero de Giles (1937)
- Radio Bar (1936)
- Don Quijote del altillo (1936)
- La muchachada de a bordo (1936)
- El caballo del pueblo (1935)
- Noches de Buenos Aires (1935)

### Guionista
- Uéi Paesano (1953)
- El patio de la morocha (1951)
- El hincha (1951)
- Valentina (1950)
- Morir en su ley (1949)
- La historia del tango (1949)
- Mujeres que bailan (1949)
- Un tropezón cualquiera da en la vida (1949)
- La Rubia Mireya (1948)
- Porteña de corazón (1948)
- El tango vuelve a París (1948)
- Navidad de los pobres (1947)
- Adiós Pampa mía (1946)
- Hay que casar a Paulina (1944)
- La calle Corrientes (1943)
- El fabricante de estrellas (1943)
- Historia de crímenes (1942)
- Ven... mi corazón te llama (1942)
- Elvira Fernández, vendedora de tienda (1942)
- Una luz en la ventana (1942)
- Mi amor eres tú (1941)
- El tesoro de la isla Maciel (1941)
- Yo quiero ser bataclana (1941)
- Un bebé de París (1941)
- Luna de miel en Río (1940)
- Isabelita (1940)
- Los muchachos se divierten (1940)
- Carnaval de antaño (1940)
- Casamiento en Buenos Aires (1940)
- Muchachas que estudian (1939)
- Gente bien (1939)
- Divorcio en Montevideo (1939)
- La modelo y la estrella (1939)
- La vida es un tango (1939)
- Mujeres que trabajan (1938)
- La rubia del camino (1938)
- Tres anclados en París (1938)
- La vuelta de Rocha (1937)
- Fuera de la ley (1937)
- La muchacha del circo (1937)
- Los muchachos de antes no usaban gomina (1937)
- El cañonero de Giles (1937)
- Radio Bar (1936)
- Don Quijote del altillo (1936)
- La muchachada de a bordo (1936)
- El caballo del pueblo (1935)
- Noches de Buenos Aires (1935)

### Autor
- La muchachada de a bordo (1967)
- La calle Corrientes (1943)
- El tesoro de la isla Maciel (1941)
- La muchacha del circo (1937)
- Los muchachos de antes no usaban gomina (1969)
- Los muchachos de antes no usaban gomina (1937)

### Música
- ¡Tango! (1933)

### Temes musicals
- El fabricante de estrellas (1943)
- Nubes de humo (1958)
- Luna de miel en Río (1940)
- Isabelita (1940)
- La vida es un tango (1939)
- La rubia del camino (1938)
- Tres anclados en París (1938)
- La muchachada de a bordo (1936)

## Lletrista
- El Taita del arrabal (1922)
- El patotero sentimental (tango) (1922)
- Buenos Aires (tango) (1923)
- Polvorín (tango)
- Nubes de humo (Fume compadre) (tango) (1923)
- El prisionero (Rayito de sol)
- El rey del cabaret (tango)
- ¡Pobre milonga! (tango)
- Corazón del arrabal (tango)
- No se puede con Luis Ángel
- ¡Tango porteño! (tango)
- Tiempos viejos (tango) (1925)
- Don Segundo Sombra (tango)
- ¡Haragán! (tango) (1927)
- Estampilla (tango)
- Aquel tapado de armiño (tango) (1928)
- ¡Se viene la maroma! (tango)
- La montonera (vals)
- ¡Gabino!
- ¡Pero usa gomina! / letra de Manuel Romero, Luis Bayón Herrera e Ivo Pelay
- La muchacha del circo (tango) (1928)
- Cocot de lujo (tango)
- ¡No es por hablar mal! (tango)
- Tomala con soda (tango)
- Carnaval de antaño (tango)
- El rosal (canción)
- Tomo y obligo (tango) (1931)
- Las vueltas de la vida (tango)
- La canción de Buenos Aires (tango) (1932)
- Desensilla hasta que aclare (tango) (1932)
- Tiempos nuevos (tango)
- Callate (tango)
- Oración criolla (tango)
- Guapo y varón (tango)
- El clavel (tango)
- El vino triste (tango)
- Quema esas cartas (tango)
- La cepillada (milonga)
- Isabelita (vals)
- Elvira Fernández vendedora de tienda
- Cuando un viejo se enamora (milonga)